# イバン・マルドナド
イバン・マルドナド（Ivan Maldonado　1980年6月7日−）は、アメリカ合衆国ニューヨーク州ニューヨーク出身のプロ野球選手（投手）。右投右打。
長身から出される多彩な変化球と速球を武器とする。2006年のワールドベースボールクラシックプエルトリコ代表に選出されている。